# BYD Han
BYD Han — выпускаемый с 2020 года седан китайского автопроизводителя BYD, доступен как электромобиль и как «гибрид».

## История
Первые фотографии серийной модели были опубликованы в январе 2020 года, в продажу поступила в июле.
Это первая в истории модель китайского автомобиля получившая премию IF Design Awards.
Дизайн был разработан Вольфгангом Эггером, компания утверждает, что модель обладает выдающейся аэродинамикой Cx — всего 0,233. Модель построена на платформе собственной разработки DM3, использует новую литиево-железофосфатную батарею Blade Battery.
Существует два варианта модели — «гибрид» и электромобиль, внешне по оформлению передней части различающие довольно существенно.
Han DM — подключаемый «гибрид», оснащён 189-сильным двухлитровым турбомотором и аккумулятором мощностью 15,2 кВт∙ч (55 МДж), обеспечивающий электрический запас хода 81 км. Суммарная мощность силовой установки составляет 476 л. с., разгон до 100 км/ч за 3,9 секунды.
Han EV — полностью электрический вариант, оснащены аккумулятором емкостью 76,9 кВт∙ч (277 МДж), выпускается в трёх версиях:
Две версии — базовая «Люкс» и премиальная «Маджестик» — заднеприводные, с электродвигателем мощностью 163 кВт (219 л. с.), разгон до 100 км/ч за 7,9 секунды, запас хода 605 км. Третья версия — «Флагман» (Falgship) имеет полный привод, с дополнительным передним мотором мощностью 200 кВт (270 л. с.), общая мощность достигает 363 кВт (487 л. с.), и разгоняется до 100 км /ч всего за 3,9 секунды. Запас хода в 550 км.
В продажу поступила по цене: «Люкс» — 229 800 юаней (32 800 USD), «Маджестик» — 255 800 юаней (36 500 USD), «Флагман» — 279 500 юаней (40 000 USD).
В марте 2021 года появилась упрощённая электроверсия BYD e9, с меньшим запасом хода в 506 км, внешне отличающаяся решёткой радиатора.
В начале 2022 года появилась информация о возможном появлении модели в кузовах кабриолет и универсал
Весной 2022 года модель прошла фейслифт — обрела новые бамперы и задние фонари, был более скомпонован и модернизирован аккумулятор. Ёмкость аккумулятора увеличена с 76,9 кВт∙ч до 90 кВт∙ч, что увеличило запас хода на одной зарядке с 605 до 715 км по китайскому циклу CLTC

## Галерея

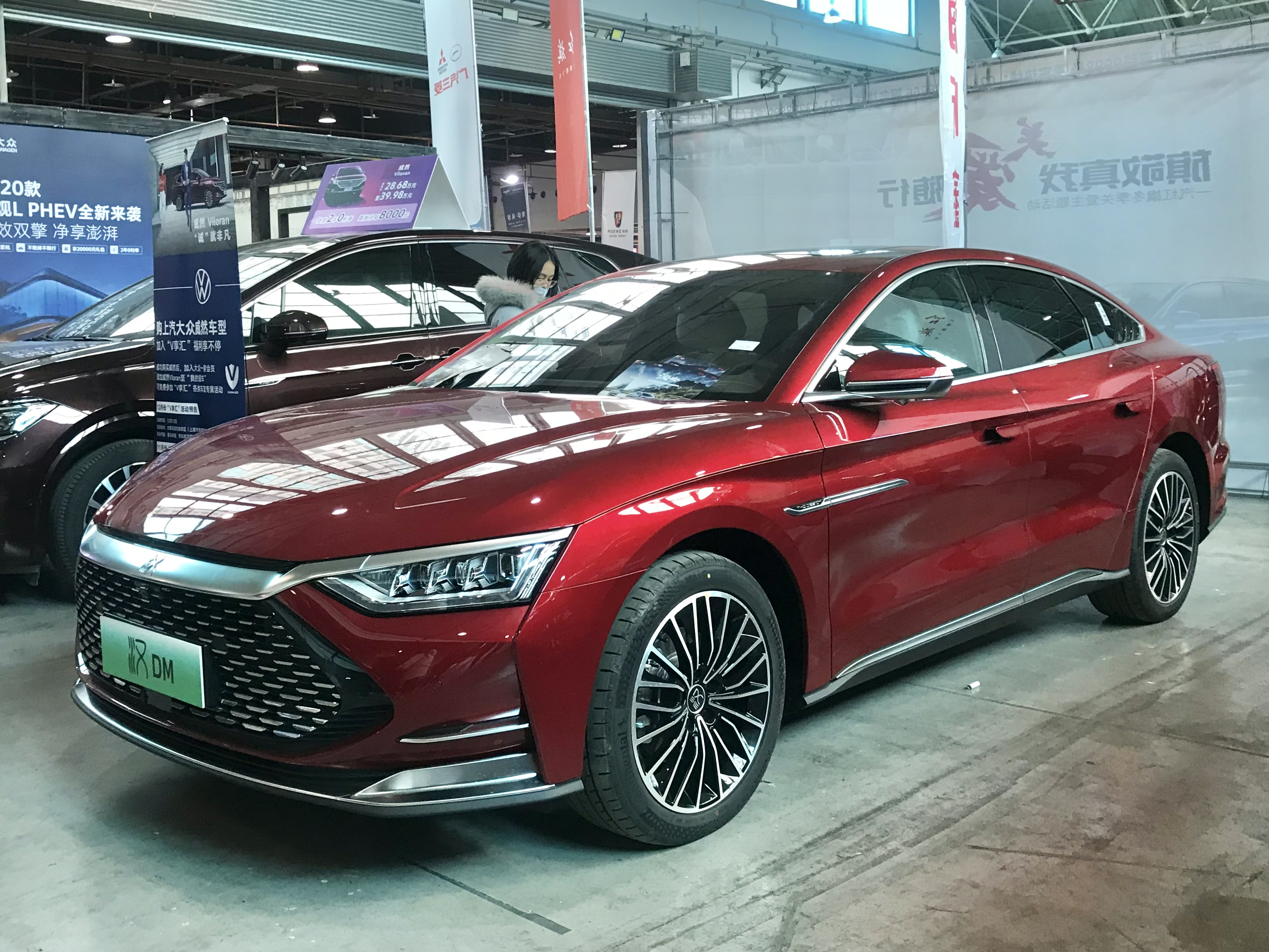
Han DM
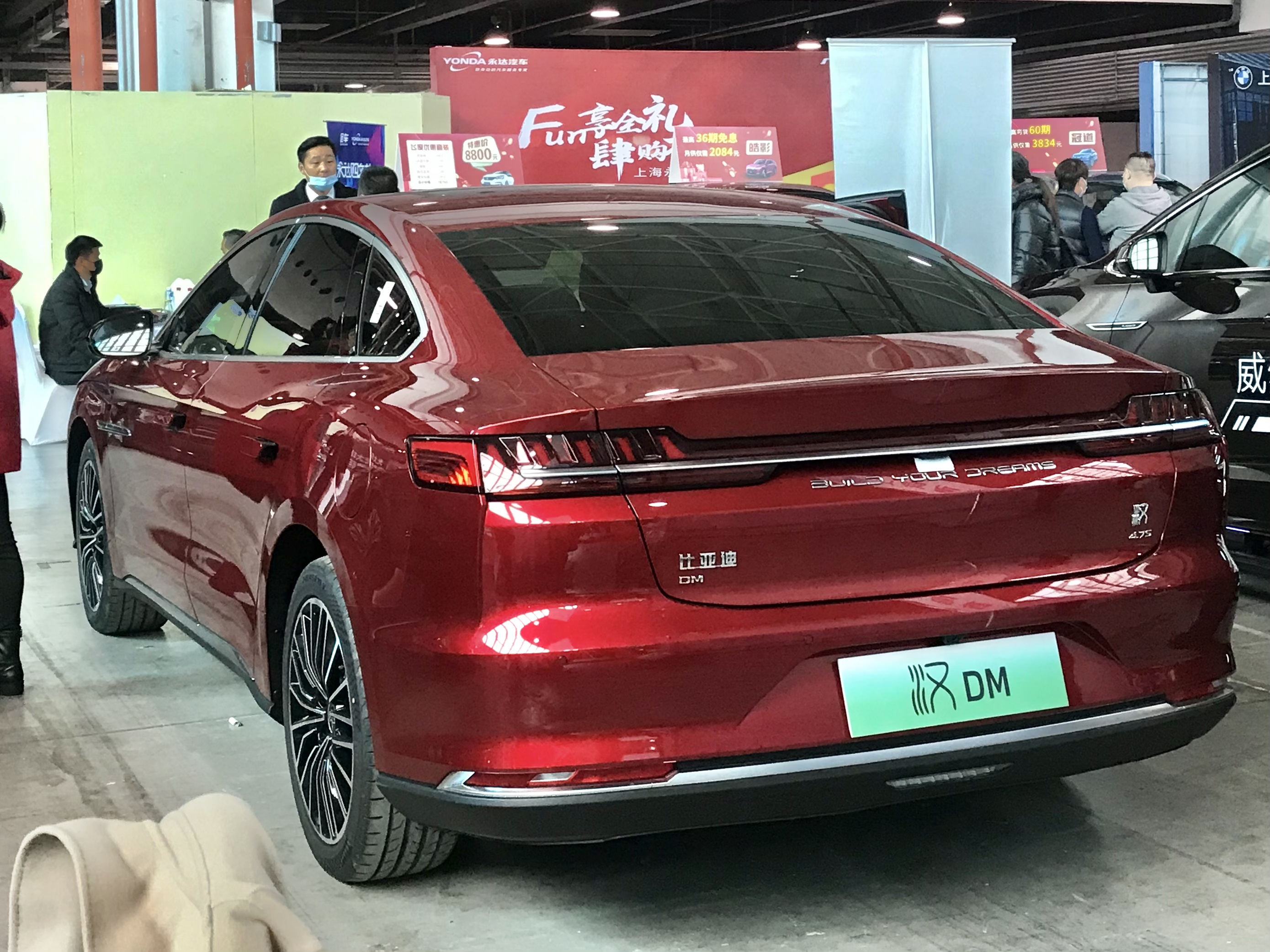
Han DM
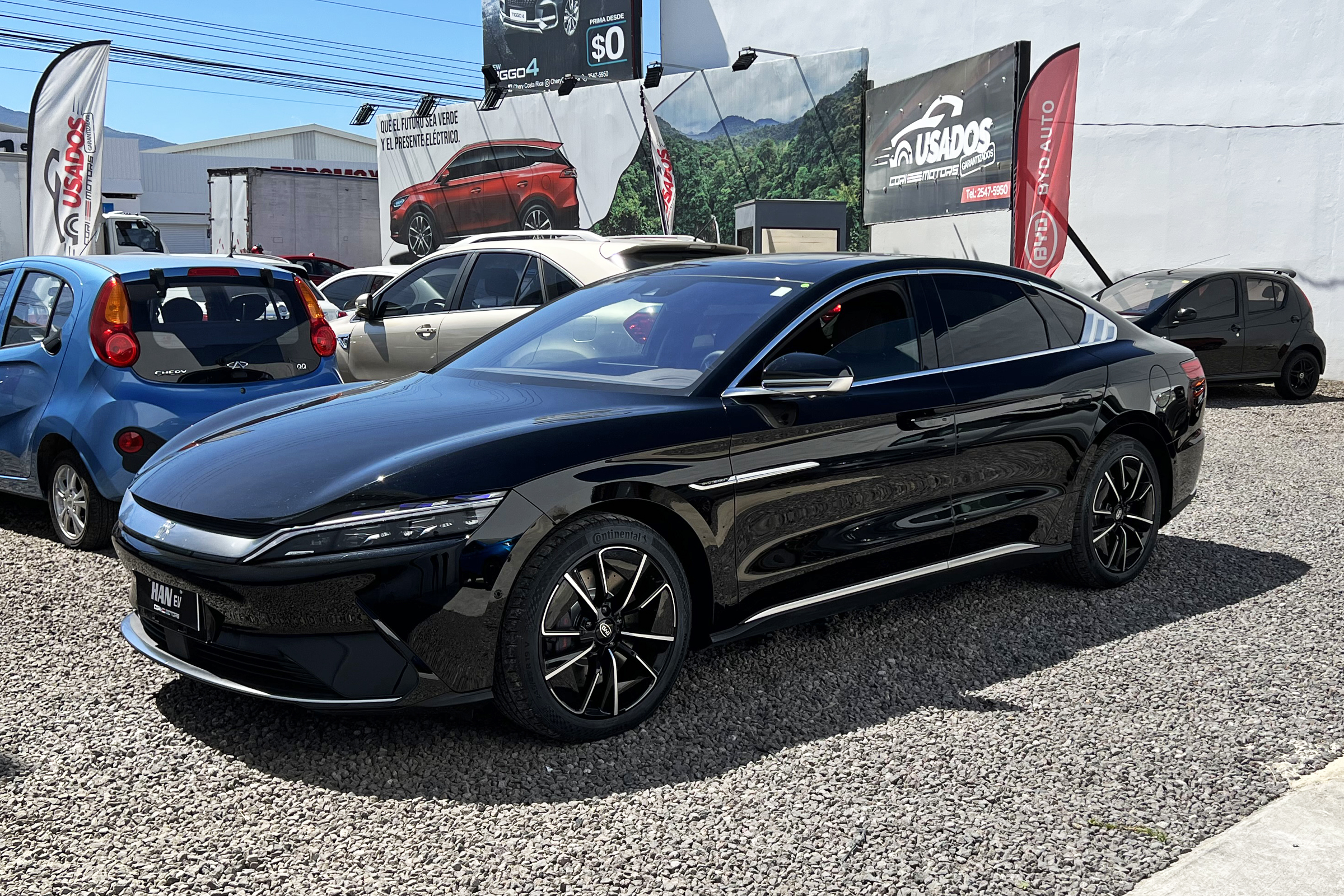
Han EV
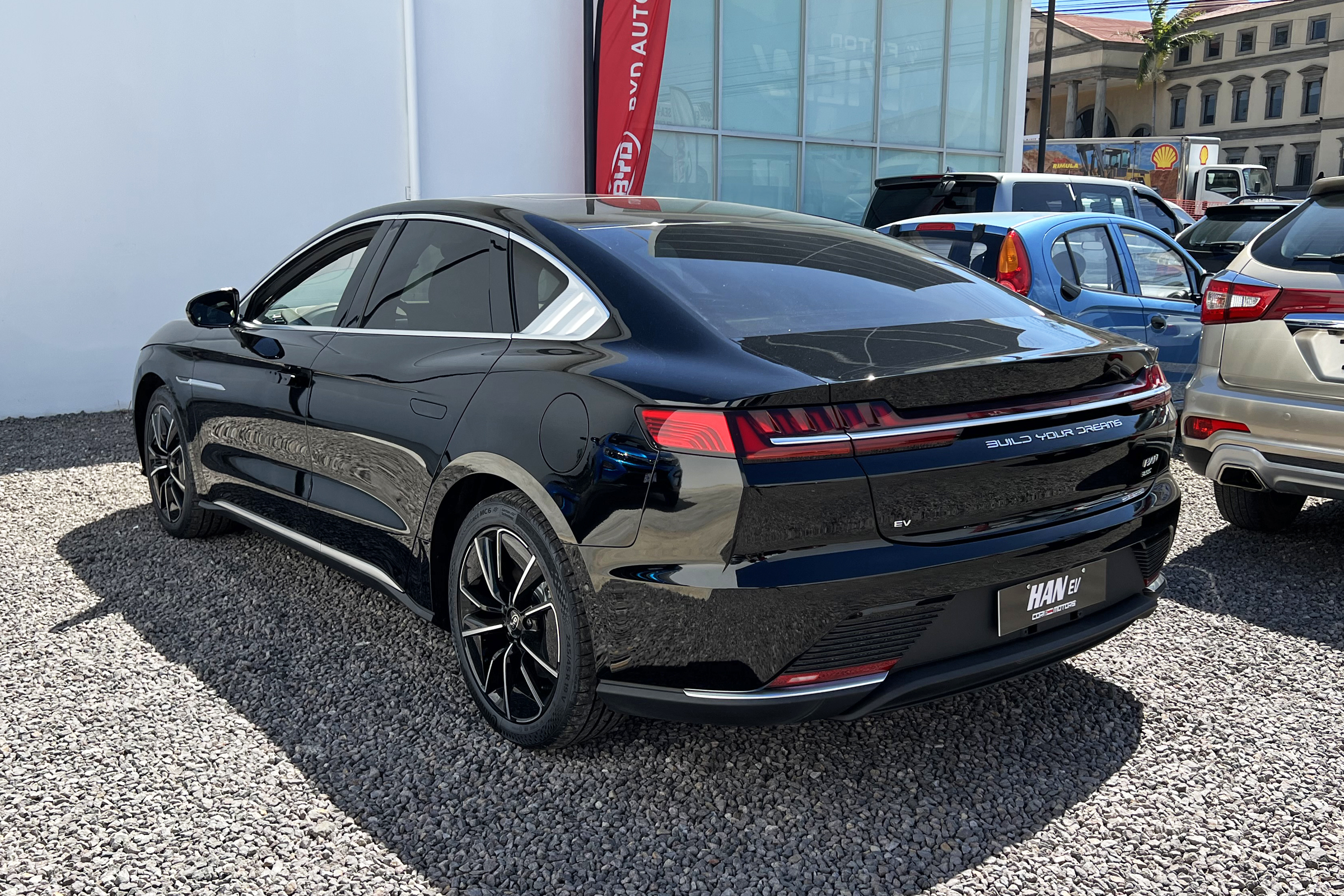
Han EV
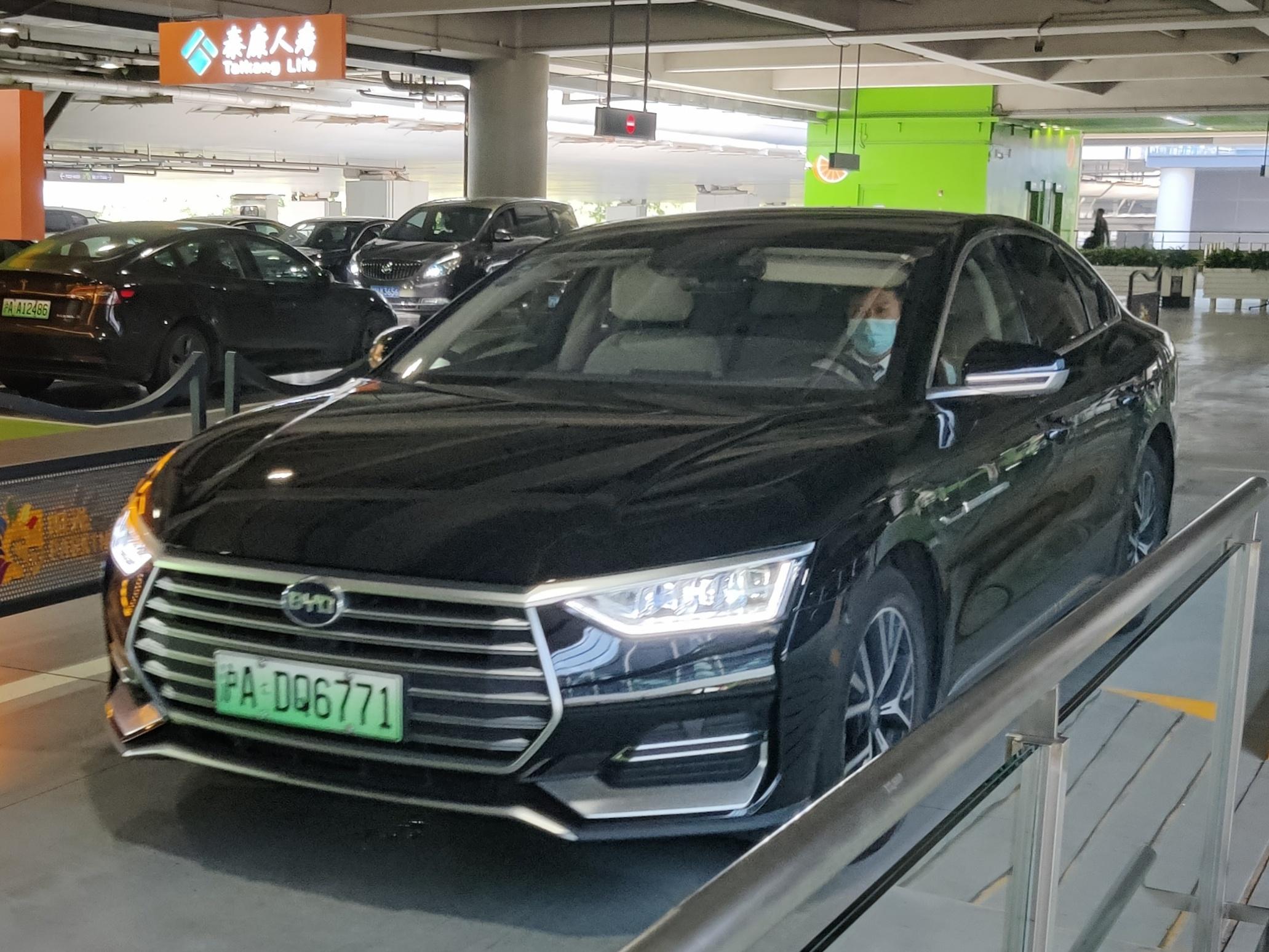
BYD e9
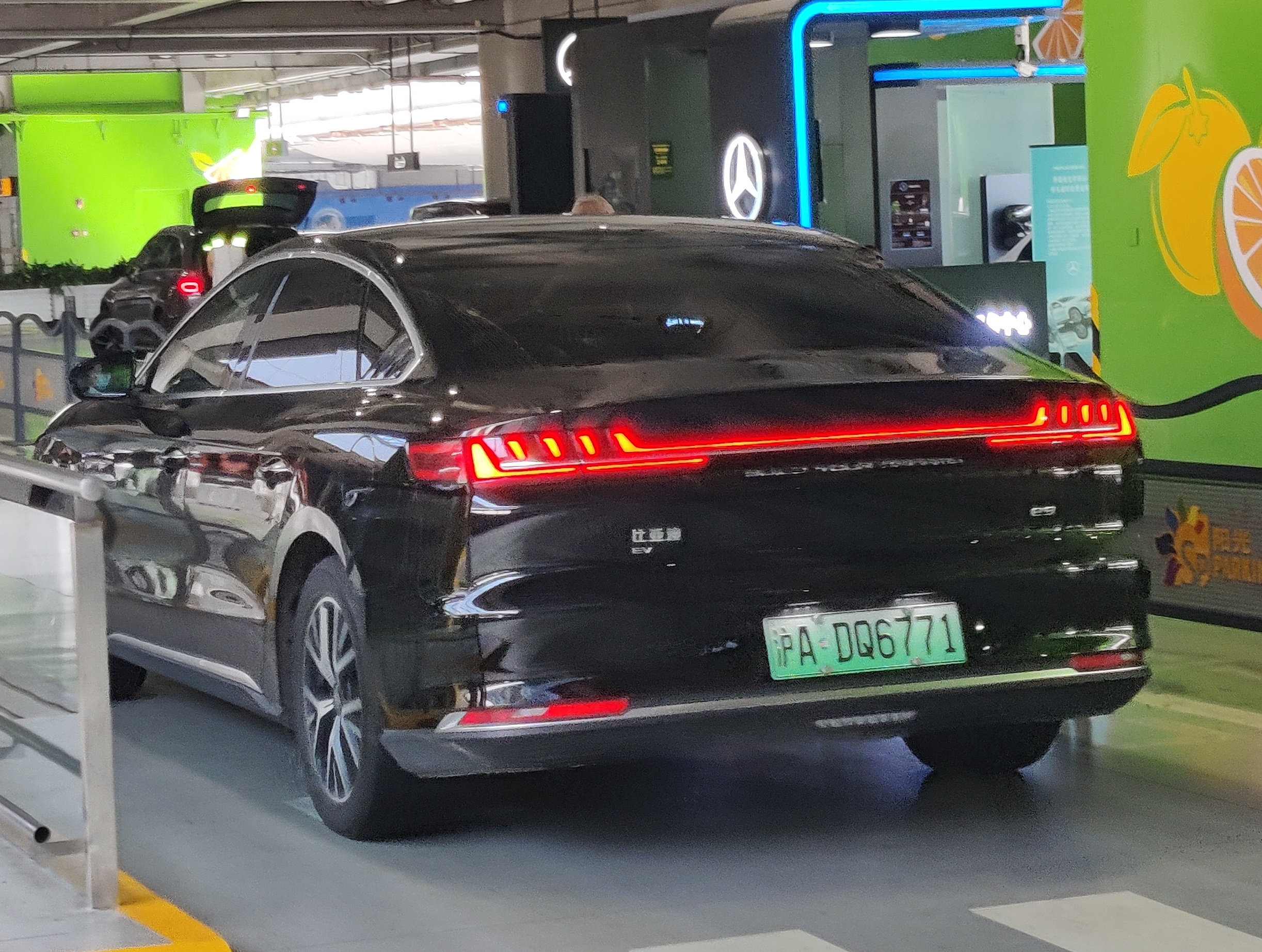
BYD e9

## Продажи
Продажи в Китае начаты в июле 2020 года (сначала электрическая версия, через месяц присоединился гибрид), с тех пор было продано более 40 тысяч в 2020 году и более 100 тысяч в 2021 году, в конце декабря 2021 года компания выпустила 150-тысячный автомобиль, к апрелю 2022 года общий выпуск превысил 180 тысяч единиц.
Официально было объявлено, что в 2022 году модель будет представлена в Европе — по ценам от 45 000 до 55 000 евро, одна машина «с целью изучения рынка» была привезена в Москву.

## Han L (2025)
BYD Han L был представлен 17 января 2025 года параллельно с родственным ему Tang L. Он стоит дороже выпускающейся модели BYD Han, в то время как предшественник по-прежнему позиционируется, как более дешёвая модель.
В отличие от стандартного Han, длина Han L увеличена на 10 мм, ширина — на 50 мм, а высота — на 10 мм. Пространство для плеч пассажиров первого ряда составляет 1531 мм, а пространство для плеч пассажиров заднего ряда — 1484 мм.
Полностью электрический вариант Han L, основанный на платформе BYD Super e, оснащён аккумулятором Blade и одним электродвигателем мощностью 500 кВт (671 л. с.), либо двумя электродвигателями суммарной мощностью 810 кВт (1086 л. с.). Задний электродвигатель развивает мощность 580 кВт (778 л. с.) с пиковой частотой вращения 30 000 об/мин.
Подзаряжаемый гибрид Han L выпускается в комплектациях DM-i и DM-p. В комплектации DM-i применяется 1,5-литровый бензиновый двигатель мощностью 115 кВт (154 л. с.) в паре с электродвигателем мощностью 200 кВт (268 л. с.), в то время как в комплектации DM-p применяется дополнительный электродвигатель мощностью 200 кВт (268 л. с.). Время разгона до 100 км/ч составляет от 2,7 (EV) до 3,9 секунды (DM-p).